# آکیرا کاجیوارا
آکیرا کاجیوارا (ژاپنی: 梶原 公؛ زادهٔ ۴ ژوئن ۱۹۸۷) یک بازیکن فوتبال اهل ژاپن است.
از باشگاه‌هایی که در آن بازی کرده‌است می‌توان به باشگاه فوتبال اوئیتا ترینیتا، باشگاه فوتبال گاینار توتوری و باشگاه فوتبال و-واران ناگاساکی اشاره کرد.